# (c)Brain
(c)Brain är ett idag utrotat tämligen harmlöst datorvirus som upptäcktes första gången januari 1986, vilket anses göra det till det äldsta kända PC-viruset. Viruset är även känt under namnen Lahore, Pakistani, Pakistani Brain, Brain-A och UIUC. 